# Titiscania
Genre
Titiscania est un genre de mollusques gastéropodes de la famille des Neritopsidae.

## Taxonomie
Ce genre est parfois rattaché à la famille des Titiscaniidae par certaines sources. Pour le World Register of Marine Species cette famille est non-valide.

## Liste des espèces
Selon World Register of Marine Species (10 décembre 2018) :
- Titiscania limacina Bergh, 1890
- Titiscania shinkishihataii Is. Taki, 1955